# Kellan Lutz
Kellan Christopher Lutz (Dickinson, North Dakota, 15 maart 1985) is een Amerikaanse film- en televisieacteur.

## Carrière
Lutz heeft in veel televisieprogramma's geacteerd. Hij had kleine rollen in Model Citizens en The Comeback, en kleine rollen in afleveringen van The Bold and the Beautiful, CSI: NY, Summerland, Six Feet Under, CSI: Crime Scene Investigation, en Heroes. Hij was ook in films te zien als Stick It, Accepted, en Prom Night.
Hij heeft ook een rol gehad in Bravo's Blow Out. Hij heeft ook in de reclame van Hilary Duffs geurtje With Love... Hilary Duff gespeeld. Ook speelde hij in de videoclip van haar single With Love, die in 2007 uitkwam. In 2008 speelde hij in een andere clip, Hinder's Without You. In hetzelfde jaar speelde Kellan ook in de miniserie Generation Kill, gebaseerd op het boek van Evan Wright.
Lutz speelt Emmett Cullen in de film Twilight, gebaseerd op het gelijknamige boek van Stephenie Meyer en hij heeft dezelfde rol vertolkt in het vervolg van Twilight, New Moon, dat was opgenomen in 2009, en in het derde deel van de Twilight-saga, Eclipse. Lutz zou oorspronkelijk de rol spelen van Edward Cullen, maar hij heeft die rol moeten afzeggen doordat hij een opname voor een reclamespot had. Hij verscheen ook als George Evans in de televisieserie 90210. In 2011 speelde hij in een andere film, samen met zijn goede vriendin en Twilight-collega Ashley Greene. De film heet A Warrior's Heart.
In 2016 maakte Lutz op Twitter bekend dat hij met filmregisseur McG in gesprek is over een reboot van de sciencefictionfilm Masters of the Universe. De acteur zal hierin mogelijkerwijs de hoofdrol spelen.

## Privéleven
Hij is het middelste kind en heeft in totaal zes broers en één zus. Hij groeide op in North Dakota. Toen hij 14, 15 jaar oud was, werd hij model. Hij verhuisde in de zomer van 2003, toen hij 18 was en zijn middelbare school had afgerond, naar Los Angeles, Californië om aan de Chapman University te studeren (chemical enigineering) en om dichter bij zijn vader, het strand en de filmstudio's van Hollywood te wonen. Later besloot hij toch te gaan acteren.
In zijn vrije tijd houdt hij van: extreme skateboarding, krachttraining, track, basketbal, honkbal, lacrosse, zwemmen, tennis, racquetball, badminton, skiën, snowboarden, dansen en nog veel meer andere dingen. Hij heeft ook een passie voor Horror films. Alle stunts wil hij graag zelf doen in een film.
Lutz heeft een hechte vriendschap met zijn Twilight medespelers Ashley Greene en Jackson Rathbone. Hij kende ze al voordat de opnames begonnen. Zijn 23e verjaardag vierde hij op de Twilightset. Hij zei hierover: "Ik heb rondgehangen met de Twilightcast en beleefde wilde avonturen met een dronken taxichauffeur."

## Filmografie

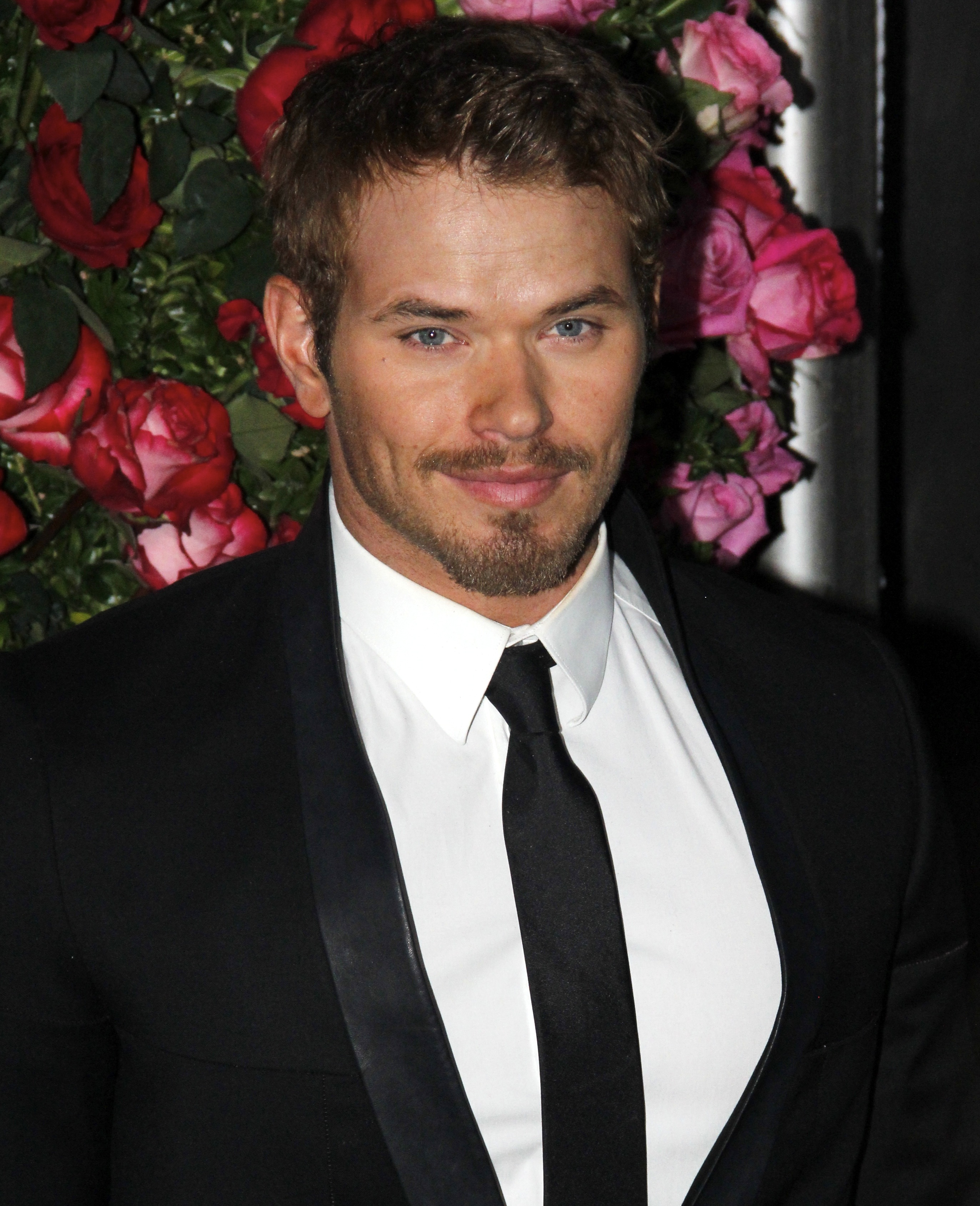
Lutz in 2012

### Films
- Stick it (2006)
- Accepted (2006)
- Ghosts of Goldfield (2007)
- Prom Night (2008)
- Deep Winter (2008)
- Twilight (2008)
- The Forgotten Ones (2009)
- The Twilight Saga: New Moon (2009)
- A Nightmare on Elm Street (2010)
- Meskada (2010)
- The Twilight Saga: Eclipse (2010)
- The Twilight Saga: Breaking Dawn Part 1 (2011)
- Immortals (2011)
- Love, Wedding, Marriage (2011)
- A Warriors Heart (2011)
- Arena (2011)
- The Twilight Saga: Breaking Dawn Part 2 (2012)
- The Legend of Hercules (2014)
- The Expendables 3 (2014)
- Experimenter (2015)
- Extraction (2015)

### Televisieseries
- The comeback (2005)
- Generation Kill (2008)
- 90210 (2008-2009)
- FBI (2018, 7 seasons)
- FBI Most Wanted (2020, 6 seasons)